# Sofroniusz (Bałandin)
Sofroniusz, imię świeckie Siergiej Nikołajewicz Bałandin (ur. 12 czerwca 1973 w Żygulowsku) – rosyjski biskup prawosławny. 

## Życiorys
Ukończył technikum radiowe w rodzinnym Żygulowsku. W 1992 został wyświęcony na diakona przez arcybiskupa samarskiego Euzebiusza. Rok później arcybiskup samarski Sergiusz udzielił mu święceń kapłańskich i wyznaczył na proboszcza parafii Opieki Matki Bożej w Wołczankach. 26 marca 1994 złożył wieczyste śluby mnisze z imieniem Sofroniusz, na cześć św. Sofroniusza, patriarchy Jerozolimy. Od wymienionego roku do 2002 był kapelanem żeńskiego monasteru Iwerskiej Ikony Matki Bożej w Samarze. W 2000 ukończył naukę w seminarium duchownym w Samarze. Od 2002 był proboszczem parafii Wszystkich Świętych w Togliatti, od tego samego roku do 2011 pełnił również obowiązki proboszcza parafii Zwiastowania w Fiodorowce, zaś od 2005 do 2009 kierował odbudową cerkwi Opieki Matki Bożej w Kiachcie. Dodatkowo od 2007 do 2009 był proboszczem parafii Trójcy Świętej w Togliatti, zaś od 2008 – dziekanem monasterów eparchii samarskiej i syzrańskiej. 
W 2009 obronił na Kiszyniowskiej Akademii Duchownej pracę licencjacką poświęconą życiu i działalności metropolity moskiewskiego Filareta. W 2011 uzyskał magisterium z teologii, pisząc pracę rozwijającą materiał zawarty w dysertacji licencjackiej. W tym samym roku został przełożonym monasteru Zmartwychwstania Pańskiego w Samarze. 
7 czerwca 2012 Święty Synod Rosyjskiego Kościoła Prawosławnego nominował go na biskupa kinielskiego i biezieńczuckiego. W związku z tą decyzją otrzymał w tym samym miesiącu godność archimandryty. Jego chirotonia biskupia odbyła się w cerkwi św. Igora Czernihowskiego w Pieriediełkinie 17 czerwca 2012, z udziałem konsekratorów: patriarchy moskiewskiego i całej Rusi Cyryla, metropolitów sarańskiego i mordowskiego Warsonofiusza, samarskiego i syzrańskiego Sergiusza, biskupów bronnickiego Ignacego, sołniecznogorskiego Sergiusza, jenisejskiego i norylskiego Nikodema, ussuryjskiego Innocentego, wołgodońskiego i salskiego Korneliusza, błagowieszczeńskiego i tyndyńskiego Lucjana, orskiego i gajskiego Ireneusza, bałaszowskiego i rtiszczewskiego Tarazjusza, brackiego i ust'-ilimskiego Maksymiliana, pokrowskiego i nikołajewskiego Pachomiusza, amurskiego i czegdomyńskiego Mikołaja, borowickiego i piestowskiego Efrema, narjan-marskiego i miezieńskiego Jakuba, nieftiekamskiego i bielebiejewskiego Ambrożego, iskitimskiego i czeriepanowskiego Łukasza, kaińskiego i barabińskiego Teodozjusza, kamieńskiego i ałapajewskiego Sergiusza, kańskiego i boguczańskiego Filareta, buzułuckiego i soroczyńskiego Aleksego, uriupińskiego i nowoannińskiego Elizeusza, otradnieńskiego i pochwistnieńskiego Nikifora, gorodieckiego i wietłuskiego Augustyna, wyksewskiego i pawłowskiego Barnaby, muromskiego Nila, łodiejnopolskiego Mścisława i ludinowskiego Nikity.